# Reach Out I'll Be There
Singles de The Four Tops
Loving You Is Sweeter Than Ever
(1966) Standing in the Shadows of Love
(1966)
Reach Out I'll Be There est une chanson écrite par le trio Holland-Dozier-Holland et interprétée par le groupe de soul américain The Four Tops, sortie en 45 tours le 18 août 1966. Elle est incluse dans l'album Reach Out publié en juillet 1967.
Elle remporte un très grand succès à travers le monde, arrivant en tête du Billboard Hot 100 et des charts britanniques. C'est un des titres les plus connus du groupe et du label Motown.

## Reprises et adaptations
La chanson a été reprise par de nombreux artistes. Le titre apparaissant parfois avec de légères modifications : Reach Out, I'll Be There, Reach Out (I'll Be There) ou simplement Reach Out.
Les versions de Diana Ross en 1971, Gloria Gaynor en 1975 ou Michael Bolton en 1993, ont connu les honneurs des hit-parades.
Elle a aussi été adaptée en plusieurs langues. L'adaptation en français sous le titre J'attendrai, signée Vline Buggy et Claude François, est interprétée par ce dernier dès 1966 ainsi que par le groupe Les Diamants. Sylvie Vartan la chante en 2007 sur son album Nouvelle Vague, puis Cécile Cassel sur la bande originale du film Toi, moi, les autres en 2011.
L'adaptation française est également reprise en 2003 dans la comédie musicale Belles belles belles. Rendant hommage aux titres de Claude François, elle est créée en 2003 par des collaborateurs du chanteur tels Daniel Moyne, Jean-Pierre Bourtayre et Gérard Louvin. De ce spectacle, sort en single le titre J'attendrai par Les Filles, c'est-à-dire Joy Esther, Aurélie Konaté et Liza Pastor,. La face B est Danse ta vie interprétée par Pascal Sual et Aurélie Konaté,. J'attendrai atteint la 15e place des classements français et belge ainsi que la 65e place du classement suisse des meilleures ventes.
La version en italien, Gira, gira, est enregistrée par Rita Pavone en 1967 puis par les Four Tops eux-mêmes. 
Remix
En 1988, un remix de la version des Four Tops est commercialisé. C'est un succès au Royaume-Uni en Irlande et en Nouvelle-Zélande.

En 2020, le supergroupe The Jaded Hearts Club reprend la chanson sur l'album You've Always Been Here.

## Distinctions
La chanson a reçu un Grammy Hall of Fame Award en 1998. Selon le magazine Rolling Stone, elle fait partie des 500 plus grandes chansons de tous les temps.

## Classements hebdomadaires et certifications
| Classement (1966-1967)                  | Meilleure place |
| --------------------------------------- | --------------- |
| Allemagne (Media Control AG)            | 13              |
| Australie (Kent Music Report)           | 62              |
| Belgique (Flandre Ultratop 50 Singles)  | 10              |
| Canada (RPM Top 100)                    | 6               |
| États-Unis (Billboard Hot 100)          | 1               |
| États-Unis (Hot Rhythm & Blues Singles) | 1               |
| France (IFOP)                           | 5               |
| Irlande (IRMA)                          | 4               |
| Pays-Bas (Single Top 100)               | 6               |
| Royaume-Uni (UK Singles Chart)          | 1               |

| Pays              | Certification | Unités certifiées |
| ----------------- | ------------- | ----------------- |
| États-Unis (RIAA) | Or            | 500 000           |
| Royaume-Uni (BPI) | Or            | 400 000           |

| Classement (1988)              | Meilleure place |
| ------------------------------ | --------------- |
| Irlande (IRMA)                 | 11              |
| Nouvelle-Zélande (RMNZ)        | 28              |
| Royaume-Uni (UK Singles Chart) | 11              |

| Classement (1971)                      | Meilleure place |
| -------------------------------------- | --------------- |
| Canada (RPM Top 100)                   | 35              |
| États-Unis (Billboard Hot 100)         | 29              |
| États-Unis (Best Selling Soul Singles) | 17              |

| Classement (1975)                      | Meilleure place |
| -------------------------------------- | --------------- |
| Allemagne (Media Control AG)           | 5               |
| Australie (Kent Music Report)          | 35              |
| Autriche (Ö3 Austria Top 40)           | 13              |
| Belgique (Flandre Ultratop 50 Singles) | 5               |
| Canada (RPM Top 100)                   | 16              |
| États-Unis (Billboard Hot 100)         | 60              |
| France (IFOP)                          | 17              |
| Pays-Bas (Single Top 100)              | 3               |
| Royaume-Uni (UK Singles Chart)         | 14              |

| Classement (1993)              | Meilleure place |
| ------------------------------ | --------------- |
| Allemagne (Media Control AG)   | 57              |
| Canada (RPM Top 100)           | 27              |
| Royaume-Uni (UK Singles Chart) | 37              |